# Tjärnet (Sätila socken, Västergötland)
Tjärnet är en sjö i Marks kommun i Västergötland och ingår i Kungsbackaåns huvudavrinningsområde.